# 双龙湾镇
双龙湾镇，是中华人民共和国河南省三門峽市卢氏县下辖的一个乡镇级行政单位。

## 行政区划
双龙湾镇下辖以下地区：
磨口村、蚂蚁岭村、龙驹村、前虎峪村、后虎峪村、肖家村、久富村、草沟村、乱石村、曲里村、东虎岭村、西虎岭村、上店村、河东村、官木村和石家村。